# REWE
REWE is een keten van supermarkten in Duitsland, en is onderdeel van de REWE Group. REWE heeft meer dan 3.300 winkels en 90.000 medewerkers.

## Geschiedenis
REWE werd op 1 januari 1927 als coöperatie in de Duitse plaats Keulen opgericht. De naam is een afkorting van Revisionsverband der Westkauf-Genossenschaften. In 1972 kwam een eerste hervorming in de bedrijfsstructuur, en later in 1990 een tweede hervorming. Dit betrof een verandering van een drielaagse bedrijfsstructuur naar een tweelaagse vorm (detailhandel, hoofdkantoor).
Op 23 januari 2006 werd REWE Group als moederbedrijf opgericht, waarbij in het logo de kleur rood staat voor voedselhandel en geel voor toerisme.
In 2017 werd het 90-jarig bestaan van de supermarktketen gevierd.